# Y tu mamá también - Anche tua madre
Y tu mamá también - Anche tua madre (Y tu mamá también) è un film messicano del 2001 diretto da Alfonso Cuarón. La sceneggiatura originale, scritta da quest'ultimo e Carlos Cuarón, è stata premiata alla 58ª Mostra internazionale d'arte cinematografica di Venezia. 
In Messico il film registrò uno storico record di incassi nel weekend di apertura.
Il titolo significa "E anche tua madre" ed è riferito ad una battuta di tipo sessuale pronunciata da Julio all'interno del film.

## Trama
Julio Zapata e Tenoch Iturbide sono due adolescenti messicani, amici per la pelle, alle prese con la scoperta del sesso e della propria personalità. Dopo che le rispettive fidanzate sono partite per le vacanze estive, durante una festa conoscono Luisa Cortés, una splendida ragazza spagnola più grande di loro, moglie di Jano, cugino di Tenoch. Per fare colpo su di lei, i due ragazzi le propongono una vacanza alla baia Boca del Cielo, in realtà inesistente. Inizialmente la donna rifiuta ma, a seguito dell'ennesima infedeltà di suo marito, decide di seguire i due increduli ragazzi.
I tre si imbarcano dunque in un viaggio senza reale meta, all'inizio del quale ciascuno provoca gli altri: Julio e Tenoch per mostrarsi adulti agli occhi di Luisa, la ragazza per reagire ai propri dolori. Durante il percorso Luisa contatta spesso suo marito Jano, scoprendosi incapace di mettere fine alla loro storia ormai naufragata; la ragazza avrà dunque un rapporto sessuale con ciascuno dei due, che metterà in risalto la loro immaturità e impreparazione; inoltre scatenerà la gelosia reciproca tra i due amici, e ciascuno dei due confesserà di aver avuto una relazione clandestina con la fidanzata dell'altro. Tra i due si crea una profonda spaccatura, alla quale Luisa reagisce minacciando di andarsene. Pur di farla restare con loro, i due amici cessano di litigare.
Il viaggio prosegue nella tensione generale fino a una spiaggia deserta che casualmente si chiama proprio Boca del Cielo. Qui, ospitati da una famiglia locale, i tre hanno modo di chiudere i conti in sospeso: Luisa trova il coraggio di lasciare definitivamente Jano, il quale la tradiva ripetutamente, mentre Julio e Tenoch hanno un chiarimento e ritrovano la loro sintonia. L'ultima notte di vacanza, i tre hanno un rapporto sessuale insieme, durante il quale Julio e Tenoch si baciano appassionatamente tra loro. Il giorno dopo, Julio e Tenoch si svegliano spaesati da quanto accaduto, e decidono di ripartire subito per tornare a casa; Luisa, finalmente serena, decide invece di trattenersi a Boca del Cielo. Tornati a casa, i due ragazzi si separano e prendono strade diverse e nuove fidanzate.
Un anno dopo Julio e Tenoch si incontrano nuovamente in un bar. La loro conversazione è tesa, formale e scomoda; parlando di ciò che è stato dei loro amici comuni, Tenoch rivela a Julio che Luisa è morta di cancro un mese dopo il loro viaggio; durante la vacanza era già ammalata e consapevole di dover morire, ma l'aveva tenuto nascosto a Jano e ai due amici per godersi le ultime settimane di vita. Dopo quell'incontro Julio e Tenoch promettono di riallacciare i rapporti, ma in realtà non si rivedranno mai più. Quando Tenoch lascia Julio tutto solo al bar, quest'ultimo mostra sul proprio volto un'espressione triste e sofferente.

## Produzione
Quando Alfonso Cuarón realizzò Y tu mamá también proveniva da due produzioni cinematografiche statunitensi, La piccola principessa e Paradiso perduto. Cuarón aveva trascorso qualche anno negli Stati Uniti d'America per imparare le tecniche cinematografiche in uso, ma – quando fece ritorno in Messico – sentì l'esigenza di ritornare alle sue origini, sia da un punto di vista tecnico sia narrativo.
Era da molto tempo che Cuarón sognava di realizzare un film on the road in lingua spagnola utilizzando una fotografia semplice, quasi documentaristica. Tuttavia, nonostante possa sembrare che il film intenda rigettare lo stile della scuola hollywoodiana, con Y tu mamá también Cuarón ha voluto produrre qualcosa di nuovo anche in Messico, sfidando le correnti perbeniste e lo stile cinematografico messicano imperante. Y tu mamá también nasce dall'unione di due caratteri cinematografici opposti: quello hollywoodiano, licenzioso e irriverente, e quello messicano, più serio, politicamente impegnato e decisamente low-budget.
Girato nello stato messicano di Oaxaca, la sceneggiatura originale del film era in principio schematica e minimale. Durante le prove, agli attori fu data la possibilità di sviluppare i dialoghi e alcune scene furono semi-improvvisate sul set. Era dunque importante che i due attori protagonisti avessero un rapporto empatico e la scelta di Diego Luna e Gael García Bernal, grandi amici sin dall'infanzia, servì a questo scopo. Il primo ad entrare nel cast fu García Bernal, il quale consigliò a Cuarón di affidare il ruolo di Tenoch a Diego Luna. Cuarón non ne era molto convinto, a causa dei recenti ruoli di Luna in alcune soap opere televisive, ma cambiò idea quando notò che la loro sintonia produceva ottime performance.

## Distribuzione
Il film uscì nelle sale cinematografiche messicane nel giugno 2001. Nonostante la censura imposta ai minorenni, registrò in Messico il record storico di incassi nel primo weekend. Il divieto provocò battaglie ideologiche: alcune sale decisero di interrompere le proiezioni durante le scene di sesso, in altri casi alcuni adolescenti manifestarono nelle strade minacciando di spogliarsi nudi in caso gli venisse impedito l'accesso al cinema.
In Italia Y tu mamá también fu presentato in concorso alla 58ª Mostra internazionale d'arte cinematografica di Venezia, dove si aggiudicò il premio alla miglior sceneggiatura e gli attori protagonisti vinsero il Premio Marcello Mastroianni. Nelle sale italiane uscì il 23 novembre 2001 con imposto divieto ai minori di 18 anni.
Nel 2002 uscì in distribuzione limitata nelle sale statunitensi ed europee grazie alla 20th Century Fox. La presenza di scene di sesso, droghe e linguaggio scurrile causò polemiche negli gli Stati Uniti, dove fu censurato. Negli USA il film non fu sottoposto a recensioni perché ritenuto non adatto ai minorenni. Questa decisione fu male accolta da alcuni critici fra i quali Roger Ebert, che assegnò al film il massimo punteggio ed esortò la Motion Picture Association of America a contestare i sistemi di classificazione vigenti.

## Colonna sonora
1. Here comes the mayo – Molotov
2. La Sirenita – Tonino Carotone
3. To love somebody – Eagle-Eye Cherry
4. Show Room Dummies – Señor Coconut
5. Insomnio – Café Tacuba
6. Cold air – Natalie Imbruglia
7. Go shopping – Bran Van 3000
8. La tumba será el final – Flaco Jiménez
9. Afila el colmillo – Titán & La Mala Rodríguez
10. Ocean in your eyes – Miho Hatori
11. Nasty sex – La Revolución de Emiliano Zapata
12. By this river – Brian Eno
13. Y rompiste mi corazón – Montecristo
14. Si no te hubieras ido – Marco Antonio Solís
15. Watermelon in Easter Hay – Frank Zappa[8]

## Riconoscimenti
- 2001 - Mostra internazionale d'arte cinematografica di Venezia
  - Migliore sceneggiatura a Alfonso e Carlos Cuarón
  - Miglior attore esordiente a Gael García Bernal e Diego Luna
  - Candidatura al Leone d'oro al miglior film
- 2001 - Premio ACE
  - Miglior film
  - Miglior regista a Alfonso Cuarón
- 2001 - Festival internazionale del cinema di Valdivia
  - Miglior attore a Gael García Bernal e Diego Luna
- 2001 - European Film Awards
  - Candidatura come miglior regista a Alfonso Cuarón
- 2001 - Fort Lauderdale International Film Festival
  - Miglior film straniero
- 2002 - Golden Globe
  - Candidatura come miglior film straniero
- 2002 - New York Film Critics Circle Awards
  - Miglior film in lingua straniera
- 2002 - Awards Circuit Community Awards
  - Miglior film
- 2002 - Boston Society of Film Critics
  - Miglior film straniero
- 2002 - British Independent Film Awards
  - Candidatura come miglior film straniero
- 2002 - MTV Movie Awards America Latina
  - Film preferito
  - Miglior insulto fra Diego Luna e Gael García Bernal
  - Miglior bacio fra Diego Luna e Maribel Verdú
- 2002 - National Board of Review of Motion Pictures
  - Miglior film
- 2002 - Southeastern Film Critics Association Awards
  - Miglior film straniero
- 2002 - Film Critics Circle of Australia
  - Miglior film straniero
- 2002 - Las Vegas Film Critics Society
  - Miglior film straniero
- 2002 - Los Angeles Film Critics Association
  - Miglior film in lingua straniera
- 2002 - Dallas-Fort Worth Film Critics Association
  - Miglior film straniero
- 2002 - Phoenix Film Critics Society Awards
  - Candidatura come miglior film straniero
- 2003 - Premio Oscar
  - Candidatura come migliore sceneggiatura originale a Alfonso e Carlos Cuarón
- 2003 - Premio BAFTA
  - Candidatura come miglior film straniero
  - Candidatura come migliore sceneggiatura originale
- 2003 - Critics' Choice Awards
  - Miglior film straniero
- 2003 - Premio Bodil
  - Candidatura come miglior film straniero
- 2003 - Central Ohio Film Critics Association Awards
  - Candidatura come miglior film straniero
- 2003 - Chicago Film Critics Association
  - Miglior film straniero
  - Candidatura come Promessa del cinema a Gael García Bernal
- 2003 - Premio Chlotrudis
  - Candidatura come miglior film
  - Candidatura come miglior attore a Gael García Bernal
  - Candidatura come miglior attrice a Maribel Verdú
  - Candidatura come miglior sceneggiatura a Alfonso e Carlos Cuarón
  - Candidatura come miglior fotografia a Emmanuel Lubezki
- 2003 - Independent Spirit Awards
  - Miglior film straniero
- 2003 - GLAAD Media Awards
  - Candidatura come miglior film in distribuzione limitata
- 2003 - Glitter Awards
  - Miglior film
- 2003 - Golden Trailer Awards
  - Candidatura come miglior trailer straniero
  - Candidatura come miglior voce narrante
- 2003 - Grammy Award
  - Candidatura come miglior colonna sonora
- 2003 - London Critics Circle Film Awards
  - Film straniero dell'anno
- 2003 - National Society of Film Critics
  - Miglior film straniero
- 2003 - Satellite Award
  - Candidatura come miglior DVD
- 2003 - Vancouver Film Critics Circle
  - Candidatura come miglior film straniero